# Le Cordon Bleu
Le Cordon Bleu (kɔʀdɔ̃ ˈblø) ist eine internationale Kochschule in Paris, die durch weltweite Niederlassungen eine bedeutsame Rolle im Bereich der gastronomischen Ausbildung einnimmt.

## Geschichte
Der Name der Schule geht auf die französische Feinschmeckerzeitschrift La Cuisinière Cordon Bleu zurück, welche die Journalistin Marthe Distel (18. September 1871 in Remiremont; † 1. April 1934 in Saint-Leu-la-Forêt) 1895 gegründet hatte, und in der die besten Köchen jener Zeit Rezepte und kulinarische Ratschläge veröffentlichten. Aus diesen Veröffentlichungen entstand die Idee zu der gemeinsam mit dem Koch Henri-Paul Pellaprat am 14. Januar 1896 in Paris eröffneten Kochschule Le Cordon Bleu, die sich in den folgenden Jahrzehnten zur erfolgreichsten Eliteschule in der Gastronomie weltweit entwickelte.
1933 wurde in London die erste Niederlassung der Schule im Ausland gegründet. Im Jahr 2010 gab es weltweit 30 Standorte in 15 Ländern mit mehr als 20.000 Schülern aus 70 Nationen (Stand 2010) Präsident und CEO der École de Cuisine et de Pâtisserie Le Cordon Bleu ist André J. Cointreau.

## Bekannte Schüler
- Rachel Khoo
- Gastón Acurio
- Julia Child
- Mary Berry
- Yotam Ottolenghi
- Linda Thom
- Csaba dalla Zorza